# The Devil’s Hand (film, 2014)
A The Devil's Hand (Where the Devil Hides, The Devil's Rapture, és The Occult munkacímeken is ismert) egy 2014-es amerikai horrorfilm, melyet Christian E. Christiansen rendezett.
2014. október 14-én jelent meg home videón, középpontjában öt lány áll, akik egy amish közösségbe születnek és a közösség tagjai szerint egy sátáni prófécia részei.

## Cselekmény
|  | Alább a cselekmény részletei következnek! |

Egy zárt amish közösségben életre kel egy prófécia, amikor hat lány születik június 6-án. A prófécia jövendölése szerint a hatodik hónap hatodik napján hat lány születik, akik közül az egyik felemelkedik és az „ördög kezévé” válik, amikor betölti a 18-at. Jacob Brown, (Rufus Sewell) az egyik lány apja megakadályozza a közösség vezetőjét, Beacon elöljárót (Colm Meaney), hogy megölje az összes lányt, de az egyik anya nem sokkal a születése után megöli a lányát, majd öngyilkos lesz. 
Ahogy közeledik a lányok 18. születésnapja, úgy élnek viszonylagos tagadásban a prófécia beteljesedését illetően, nem úgy Beacon elöljáró és a közösség nagy része, akik folyamatosan figyelik az öt lány tevékenységét. Eközben Jacob epilepsziás rohamokkal küzdő lánya, Mary (Alycia Debnam-Carey) rémisztő látomásokat kezd tapasztalni. A közösségben nő a feszültség, amikor felbukkan egy titokzatos alak, aki elkezdi sorra gyilkolni a lányokat.
Miután Mary kivételével minden lány meghal, kiderül, hogy a gyilkos Mary anyja, a közösségből száműzött Susan (Stacy Edwards). A prófécia jövendölése szerint a lányokat megölik, a gyilkosságokkal Susan biztosítani próbálja Mary túlélését és felemelkedését, hogy az ördög szolgájává válhasson. Miután betölti a 18-at, Mary beteljesíti szerepét, mint az ördög kegyence, és lemészárolja a közösség elöljáróit.

## Szereplők
- Alycia Debnam-Carey – Mary Brown
- Rufus Sewell – Jacob Brown
- Thomas McDonell – Trevor
- Adelaide Kane – Ruth
- Leah Pipes – Sarah
- Ric Reitz –Stevens Sheriff
- Jennifer Carpenter – Rebekah
- Colm Meaney –Beacon elöljáró
- Jim McKeny – Stone elöljáró
- Katie Garfield – Abby
- Nicole Elliott – Hannah
- Stacy Edwards – Susan

## Fogadtatás
A filmet a Fangoria és a The Dissolve is értékelte, előbbi szerint a fényképezés szép és az alkotás bővelkedik tehetséges színészekben, „a film azonban sokkal inkább hasonlít egy CW-stílusú tini melodrámához, mint egy komoly hangvételű teológiai terrorfilmhez, különösen akkor, amikor Mary találkozgatni kezd Trevorral, aki a szomszédos város sheriffjének a fia. Úgy tűnik, a film nagyobb hangsúlyt fektet a szerelmi szálra, mint arra, hogy feltárja saját sötét oldalát – beleértve Beacon elöljáró karakterét, aki amellett hogy perverz, fanatikus is. A legvégén a film végül visszatér a horror műfajához, hogy kísérteties lezárást hagyjon maga után; de az összes vér és mennydörgés csak arra mutat rá az utolsó percekben, hogy az előző 80 percből mennyire hiányoztak a műfaj sajátosságai.”
A Dread Central értékelése sokkal pozitívabb, az oldal szerint „bár a The Devil’s Hand nem az utóbbi idők legérdekfeszítőbb vagy legkreatívabb thrillere, a véres film jól működik, és nagyszerű elemekkel operál a film végi záráshoz, mely tökéletesen illeszkedik a műfaj atmoszférájához.”

## Külső hivatkozások
- The Devil's Hand az Internet Movie Database oldalon (angolul)
- The Devil’s Hand a Rotten Tomatoes oldalon (angolul)